# Melanopareia elegans
Il pettolunato elegante (Melanopareia elegans (Lesson, 1844)) è uccello passeriforme appartenente alla famiglia Melanopareiidae.

## Etimologia
Il nome scientifico della specie, elegans, deriva dal latino e rappresenta un riferimento alla livrea di questi uccelli: il loro nome comune altro non è che la traduzione di quello scientifico.

## Descrizione

### Dimensioni
Misura 14,5 cm di lunghezza, per 15,5-20,2 g di peso: a parità d'età, i maschi sono lievemente più grossi e robusti rispetto alle femmine.

### Aspetto

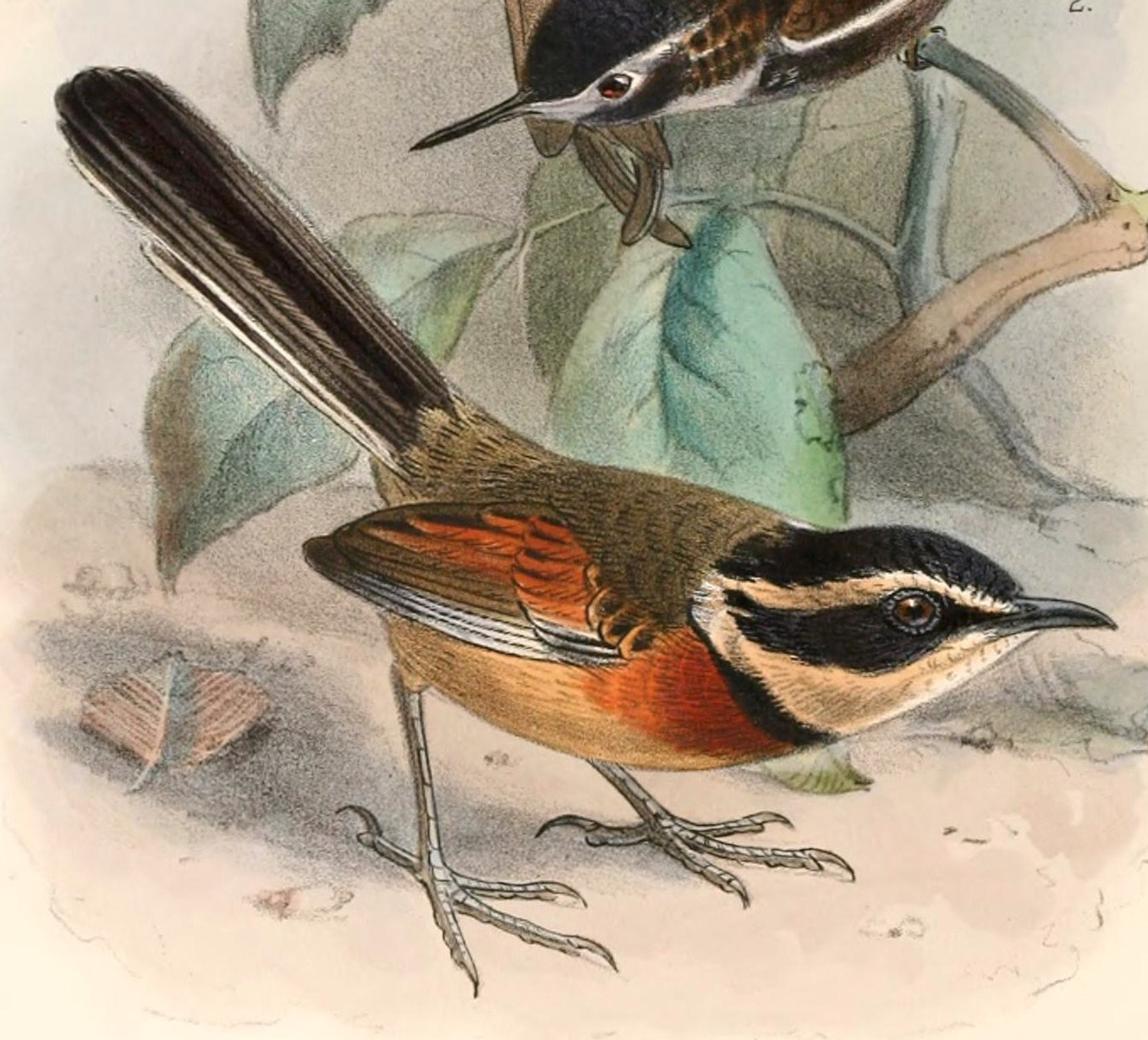
Illustrazione a cura di Keulemans.

Si tratta di uccelletti dall'aspetto paffuto e massiccio muniti di grossa testa arrotondata e allungata dal becco conico piuttosto corto e sottile, zampe forti e piuttosto lunghe, ali appuntite e coda lunga quanto il corpo, piuttosto sottile e dall'estremità squadrata.
Il piumaggio si presenta di colore bruno-nerastro su fronte, vertice, nuca e coda, grigio su dorso e base delle ali (mentre remiganti e copritrici sono di colore bruno-ruggine, le prime con orlo grigio-nerastro), grigio con tendenza a sfumare nel nerastro sulla coda, bianco su gola e sopracciglio: ai lati del becco parte una mascherina nera che, sottile alla base, si ingrandisce verso gli occhi e prosegue coprendo guance e lati del collo. L'area ventrale è di un caldo colore bruno-rosato, mentre il petto è di colore bruno-ruggine: tale colore si scurisce salendo verso la gola, fino ad assumere le sembianze di una mezzaluna nera (tipica degli appartenenti al genere Melanopareia) che separa la colorazione toracia da quella golare.
Il becco è di colore nerastro, le zampe sono grigio-rosate e gli occhi sono di colore bruno scuro.

## Biologia
Si tratta di uccelli dalle abitudini di vita diurne e solitarie, molto cauti e circospetti, che passano la maggior parte della giornata alla ricerca di cibo al suolo o nei pressi di esso, avendo cura di rimanere ben celati dalla vegetazione erbosa o cespugliosa.
I richiami del pettolunato elegante sono costituiti da serie di 7-9 note staccate acute e schioccanti, con andamento generalmente crescente all'inizio e decrescente verso la fine.

### Alimentazione
Mancano dati circa l'alimentazione di questi uccelli.

### Riproduzione
Le informazioni circa la riproduzione del pettolunato elegante si limitano all'osservazione di tre nidi (di forma globosa con entrata laterale, costruiti con fibre vegetali ed estremamente ben nascosti nella vegetazione arbustiva) avvenuta durante il mese di marzo, con due di essi edificati al suolo ed uno poco al di sopra di esso, alla base di un cespuglio.

## Distribuzione e habitat
Il pettolunato elegante è diffuso in Sudamerica occidentale, occupando un areale piuttosto circoscritto che comprende l'Ecuador sud-occidentale (dalla provincia di Manabí e dall'estremo sud della provincia del Pichincha al golfo di Guayaquil) ed il Perù nord-occidentale (dalle sponde meridionali del summenzionato golfo alla porzione orientale della regione di La Libertad).
L'habitat di questi uccelli è rappresentato dalle aree semiaride sia cespugliose che boschive, purché con presenza di denso sottobosco.

## Tassonomia
Se ne riconoscono due sottospecie:
- Melanopareia elegans elegans (Lesson, 1844) - la sottospecie nominale, endemica dell'Ecuador sud-occidentale;
- Melanopareia elegans paucalensis (Taczanowski, 1884) - endemica del Perù nord-occidentale;